# Красный угол

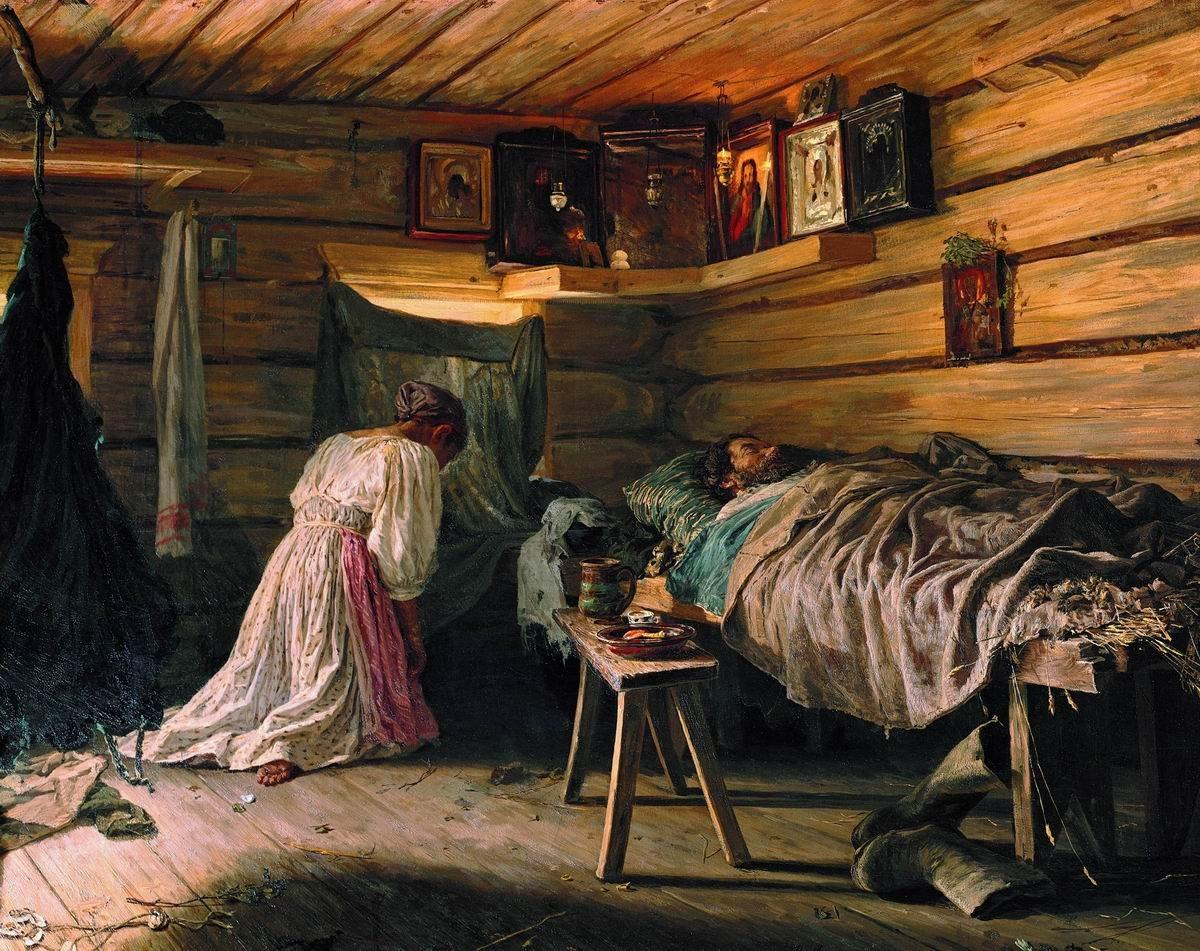
«Больной муж».
Василий Максимов. 1881 год.
Молитва перед иконами в красном углу

Кра́сный у́гол (от ст.-слав. красьнъ — «красивый, прекрасный»; святой угол, передний угол, кутный угол (кут), большой, почётный, верхний угол, кутник) — наиболее почётное место в избе у восточных славян, в котором находились иконы и стоял стол, обычно был обращён на юго-восток.
Иконы (божницы) в красном углу отождествлялись с алтарём православного храма, а стол с церковным престолом. В божнице, кроме икон, хранили сосуд с богоявленской водой, громничные свечи, веточки освящённой вербы, пасхальное яйцо. Войдя в избу, человек прежде всего крестился на иконы в красном углу, а затем уже здоровался с хозяевами. В красном углу сажали самых почётных гостей.

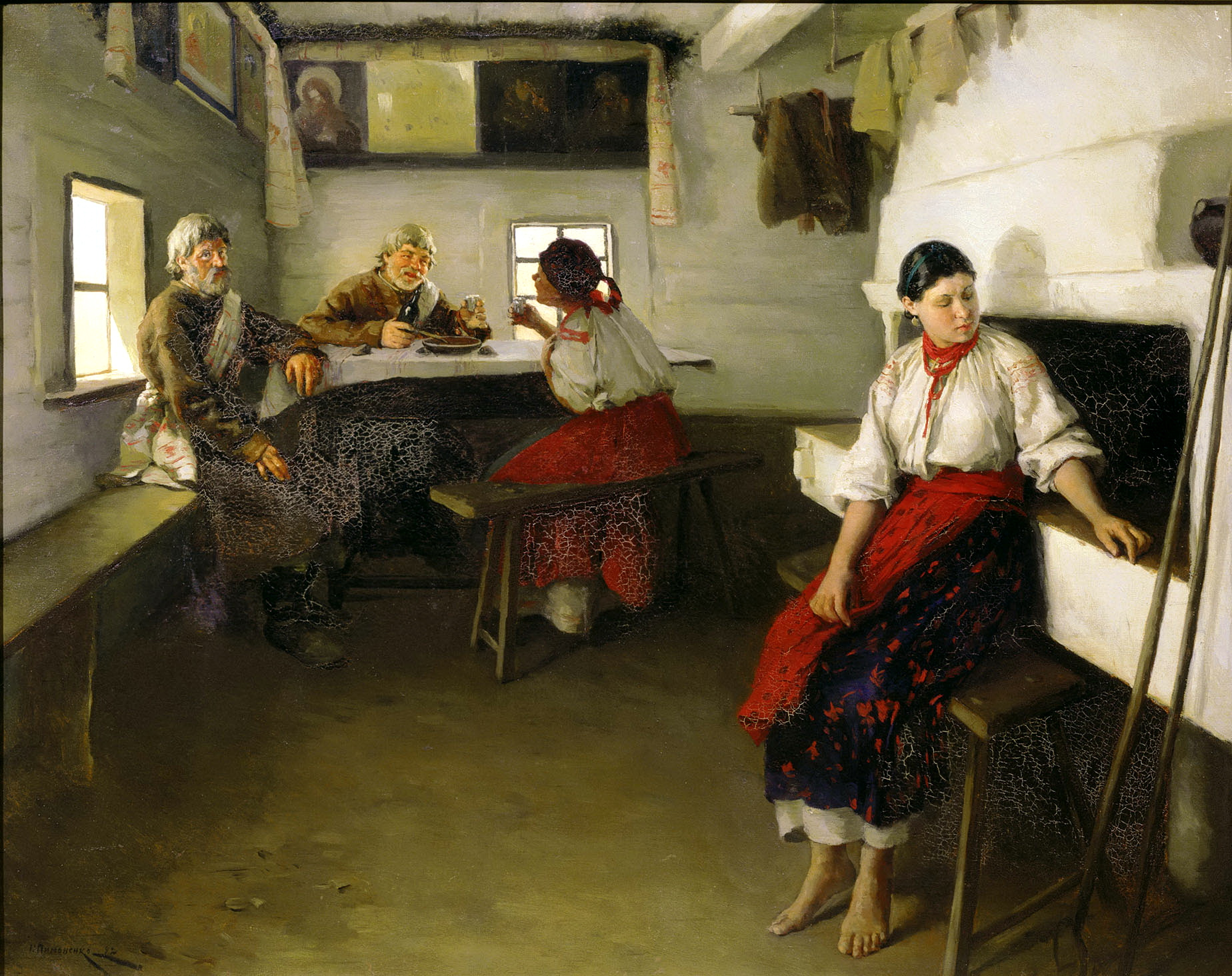
«Сваты».
Николай Пимоненко. 1882 год.
Красный угол в хате

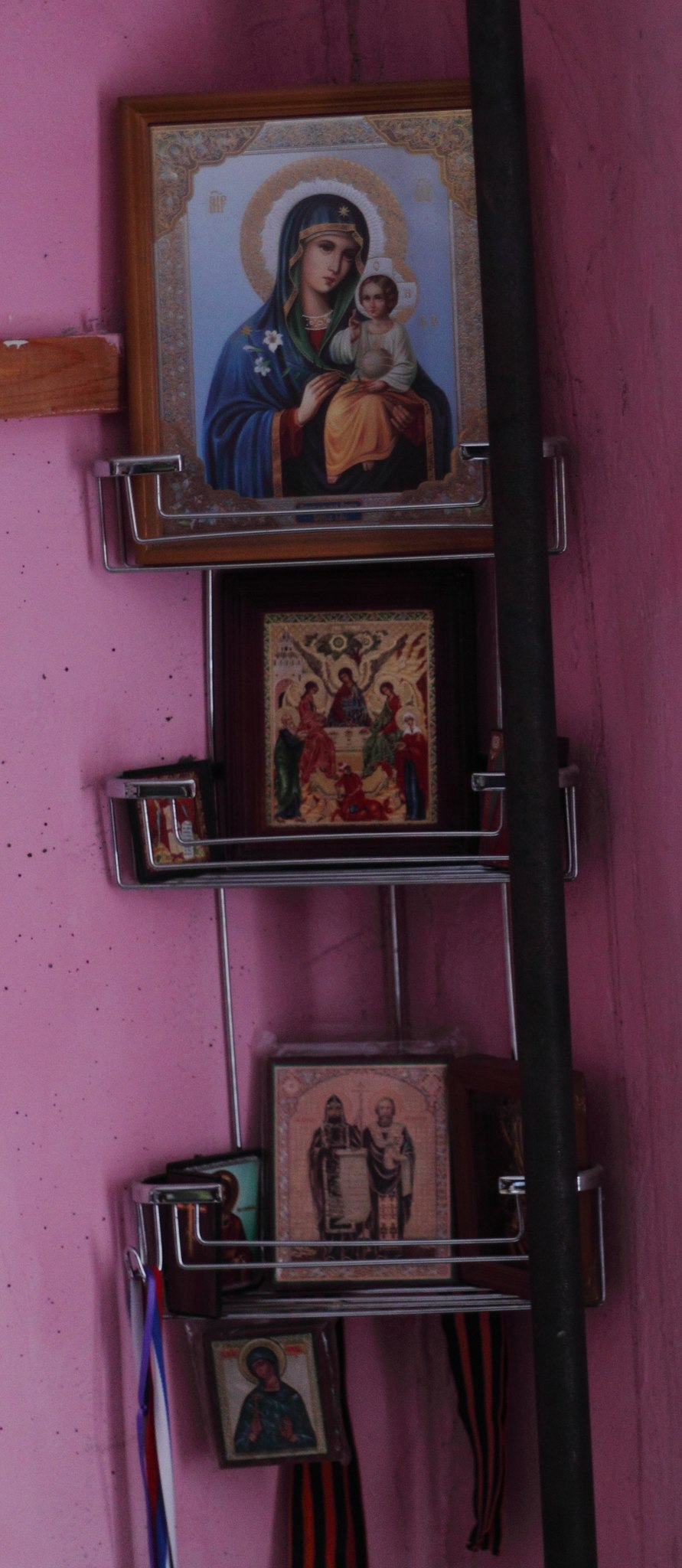
Красный угол в современном доме

## Расположение красного угла
На большей территории Европейской России, на Урале, в Сибири красный угол устраивался в дальнем углу избы, с восточной стороны, в пространстве между боковой и фасадной стенами, по диагонали от печи. В южнорусских районах Европейской России красный угол располагался между стеной с дверью в сени и боковой стеной. Печь находилась в глубине избы, по диагонали от красного угла. В традиционном жилище почти на всей территории России, за исключением южнорусских губерний, красный угол хорошо освещён, так как обе прилегающие стены имели окна.
Иконы помещались в «красный» или «передний» угол комнаты с таким расчётом, чтобы икона была первым, на что обращал внимание человек, входящий в комнату. Пословица «Без Бога ни до порога» связана именно с этим, входя или выходя из комнаты или дома, христианин прежде всего оказывал почести Царю Небесному, а уж потом — хозяину дома.

## Символическое значение красного угла
Как жилое помещение православного христианина считается символом православного храма, так и красный угол рассматривается как аналог алтаря.
В другой интерпретации, речь идёт, напротив, о логичном продолжении языческих традиций в православной России. Печь, священный очаг, ставилась в «нечистой» северной части дома для защиты от злых сил, чтобы те не могли пройти в дом мимо «матушки-печки» (ср. с костром у входа в пещеру или хижину у первобытных людей).
Также в Древней Руси считалось, что именно в красном углу в поминальные дни пребывают души предков. Покойника клали на стол или лавку головой к красному углу.
Согласно традиционному этикету, человек, пришедший в избу, мог пройти туда только по особому приглашению хозяев.

## Устройство красного угла
Традиционно считается, что икона не должна висеть, её нужно установить в отведённое ей место. Иконы размещаются на особой полочке или в закрытом киоте (иногда многоярусных) в определённом порядке.

### Взаимное расположение икон
Иконы в домашнем иконостасе располагаются подобно церковному иконостасу: слева (относительно зрителя) от иконы Спаса располагается икона Богородицы, справа обычно икона святителя Николая Мирликийского (заменявшего в русских домашних иконостасах роль Иоанна Предтечи в классической деисусной композиции). Над иконами Христа и Божией Матери возможно размещение изображений Троицы или Распятия. Обычно стараются придерживаться иерархии и не размещать икон святых, бо́льших по размеру иконы Спаса или Богородицы. Также рекомендуется не размещать над образами Спаса и Богородицы икон святых.

## Комментарии
1. ↑  «[I]n Orthodox spirituality, [there is] no separation between liturgy and private devotion»[6]